# 2018-as angol labdarúgó-ligakupa-döntő
A 2017–18-as EFL Cup döntőjét 2018. február 25-én a londoni Wembley Stadionban játszotta a Manchester City és az Arsenal. A Carabao Energy Drinks szponzorálási szerződésének megfelelően, a Ligakupa felvette a szponzor nevét. A kupagyőztes indulási jogot szerez a 2018–2019-es Európa-liga selejtezőbe, ha más módon nem került be egyik európai kupasorozatba sem. A kupa címvédője, a Manchester United a negyeddöntőben esett ki a Bristol City ellen. A trófeát a Manchester City nyerte, miután a döntőben 3–0-ra legyőzte az Arsenal csapatát.

## Út a döntőbe
| MANCHESTER CITY         | MANCHESTER CITY | Forduló      | Arsenal          | Arsenal       |
| ----------------------- | --------------- | ------------ | ---------------- | ------------- |
|                         |                 |              |                  |               |
| Ellenfél                | Eredmény        |              | Ellenfél         | Eredmény      |
| West Bromwich Albion    | 2–1             | Harmadik kör | Doncaster Rovers | 1–0           |
| Wolverhampton Wanderers | 0–0 (b: 4–1)    | Negyedik kör | Norwich City     | 0–0 (hu: 2–1) |
| Leicester City          | 1–1 (b: 4–3)    | Negyeddöntő  | West Ham United  | 1–0           |
| Bristol City            | 2–1, 3–2        | Elődöntő     | Chelsea          | 0–0, 2–1      |

### Manchester City
2017. szeptember 20-án az élvonalbeli West Bromwich Albion ellen kezdtek a Ligakupában a harmadik körben, idegenben 2–1-re győztek. A The Hawthornsban Leroy Sané két góljával nyertek. A negyedik fordulóban a Manchester City a rendes játékidőben 0–0-t játszott a másodosztályú Wolverhampton ellen, hosszabbításban sem sikerült egyik csapatnak sem a gólszerzés. A tizenegyespárbaj egymás után két Wolverhampton lövést is hárított Claudio Bravo, a manchesteriek viszont nem hibáztak, Sergio Agüero panenkás lövésével döntötte el a mérkőzést. A december 19-én rendezett negyeddöntő mérkőzésen a Leicester City vendégeiként léptek pályára, egészen a 97. percig 1–0-ra vezetett a manchesteri együttes, de a Leicester Citynek tizenegyest ítélt a játékvezető, Jamie Vardy pedig értékesítette.  Hosszabbítást követően tizenegyesekkel 4–3-ra nyertek és jutottak az elődöntőbe. Az elődöntő első mérkőzésén a Manchester Unitedot kiejtő Bristol Cityt hazai pályán 2–1-re győzték le, a 44. percben a vendégek szerezték meg a vezetést, miután Eliaquim Mangala védelmi hibája után megítélt büntetőt Bobby Reid váltotta gólra. A félidő után az 55. percben Kevin De Bruyne egyenlített, majd a hosszabbítás 2. percében a csereként beállt Agüero egy beadás után fejjel a hálóba csúsztatott. A második mérkőzésen a 43. percben Leroy Sané az ötös sarkáról a kapuba lőtt egy védő érintésével került a gólvonal mögé a labda, 7 perccel később Kevin De Bruyne indította Agüerót aki 14 méterről kilőtte a jobb sarkot. A 64. percben Marlon Pack fejjel szépített és a 94. percben Aden Flint egyenlített ki, de 2 perccel később De Bruyne a vendégek harmadik gólját is megszerezte.

### Arsenal
Az angol harmadosztályú Doncaster Roverst fogadták a Ligakupa harmadik fordulójában, a 25. percben Alexis Sánchez ívelését Theo Walcott vette le, majd lőtte a kapus felett a hálóba kialakítva az 1–0-s végeredményt. Hazai pályán fogadták a következő fordulóban a másodosztályú Norwich Cityt, az 1–1-es rendes játékidőt követően a hosszabbításban Eddie Nketiah góljával jutottak tovább, aki mind a kétszer szöglet után talált be. A negyeddöntőben a West Ham Unitedet fogadták és Danny Welbeck találatával kerültek be a legjobb négy közé. Az elődöntő első mérkőzésén 0–0-s döntetlent játszottak a Chelsea csapata ellen. A visszavágón a 7. percben Pedro passzából Eden Hazard ballal 12 méterről a jobb alsóba lőtt, majd 5 perccel később Mesut Özil bal oldali szögletét Nacho Monreal 13-ról Marcos Alonso hátára fejelte, onnan a labda Antonio Rüdiger homlokára pattant, majd aa jobb alsó sarokba ment. A 62. percben Alexandre Lacazette passza Rüdiger sarkáról az ötös előterébe pattan, Granit Xhaka ballal a kapu jobb sarkába lőtte a labdát. 2–1-es sikerüknek köszönhetően bejutottak a döntőbe.

## A mérkőzés
| 2018. február 25. 16:30 (CET) |

| Arsenal | 0–3               | Manchester City |
| ------- | ----------------- | --------------- |
|         | (0–1) Jegyzőkönyv |                 |

| Wembley Stadion, London Nézőszám: 85671 Játékvezető: Craig Pawson |

| Arsenal | Manchester City |

| GK            | 13 | David Ospina              |     |     |
| CB            | 21 | Calum Chambers            | 47' | 65' |
| CB            | 20 | Shkodran Mustafi          |     |     |
| CB            | 6  | Laurent Koscielny         |     |     |
| RM            | 24 | Héctor Bellerín           | 24' |     |
| CM            | 10 | Jack Wilshere             | 88' |     |
| CM            | 29 | Granit Xhaka              |     |     |
| LM            | 18 | Nacho Monreal             |     |     |
| RW            | 11 | Mesut Özil                |     |     |
| LW            | 8  | Aaron Ramsey              | 32' | 73' |
| CF            | 14 | Pierre-Emerick Aubameyang |     |     |
| Cserék:       |    |                           |     |     |
| GK            | 33 | Petr Čech                 |     |     |
| DF            | 4  | Per Mertesacker           |     |     |
| DF            | 31 | Sead Kolašinac            |     | 26' |
| MF            | 30 | Ainsley Maitland-Niles    |     |     |
| MF            | 35 | Mohamed en-Neni           |     |     |
| FW            | 17 | Alex Iwobi                |     | 73' |
| FW            | 23 | Danny Welbeck             |     | 65' |
| Menedzser:    |    |                           |     |     |
| Arsène Wenger |    |                           |     |     |

| GK            | 1  | Claudio Bravo        |     |     |
| RB            | 2  | Kyle Walker          |     |     |
| CB            | 4  | Vincent Kompany      | 80' |     |
| CB            | 30 | Nicolás Otamendi     |     |     |
| LB            | 3  | Danilo               |     |     |
| CM            | 8  | İlkay Gündoğan       |     |     |
| CM            | 25 | Fernandinho          | 36' | 52' |
| CM            | 21 | David Silva          |     |     |
| RW            | 17 | Kevin De Bruyne      |     |     |
| LW            | 19 | Leroy Sané           |     | 77' |
| CF            | 10 | Sergio Agüero        |     | 89' |
| Cserék:       |    |                      |     |     |
| GK            | 31 | Ederson              |     |     |
| DF            | 5  | John Stones          |     |     |
| DF            | 14 | Aymeric Laporte      |     |     |
| MF            | 20 | Bernardo Silva       |     | 52' |
| MF            | 35 | Olekszandr Zincsenko |     |     |
| MF            | 47 | Phil Foden           |     | 89' |
| FW            | 33 | Gabriel Jesus        |     | 77' |
| Menedzser:    |    |                      |     |     |
| Pep Guardiola |    |                      |     |     |

| A mérkőzés legjobbja - TBA - Asszisztensek: - Gary Beswick (Durham) - Adam Nunn (Wiltshire) - Negyedik játékvezető: - Graham Scott (Berks & Bucks) - Tartalék játékvezető: - Ian Hussin (Liverpool) - Videó bíró: - Neil Swarbrick (Lancashire) - Videó bíró asszisztens: - Peter Kirkup (Northamptonshire) | Szabályok - 90 perc rendes játékidő - 30 perc hosszabbítás döntetlen esetén - Tizenegyesek, ha a hosszabbítás végén is döntetlen az állás - Hét cserejátékos nevezhető, maximum három bevethető |